# ArcelorMittal Orbit
ArcelorMittal Orbit je 115 metrová vyhlídková věž v olympijském parku ve Stratfordu. Je největším britským veřejným uměleckým dílem a má připomínat olympijské hry 2012. Věž byla otevřena v roce 2014.
Stavba byla zahájena v listopadu 2010.
24. června 2016 byla otevřena 178 metrů dlouhá skluzavka z věže. Skluzavka je nejdelší a nejvyšší svého druhu na světě.

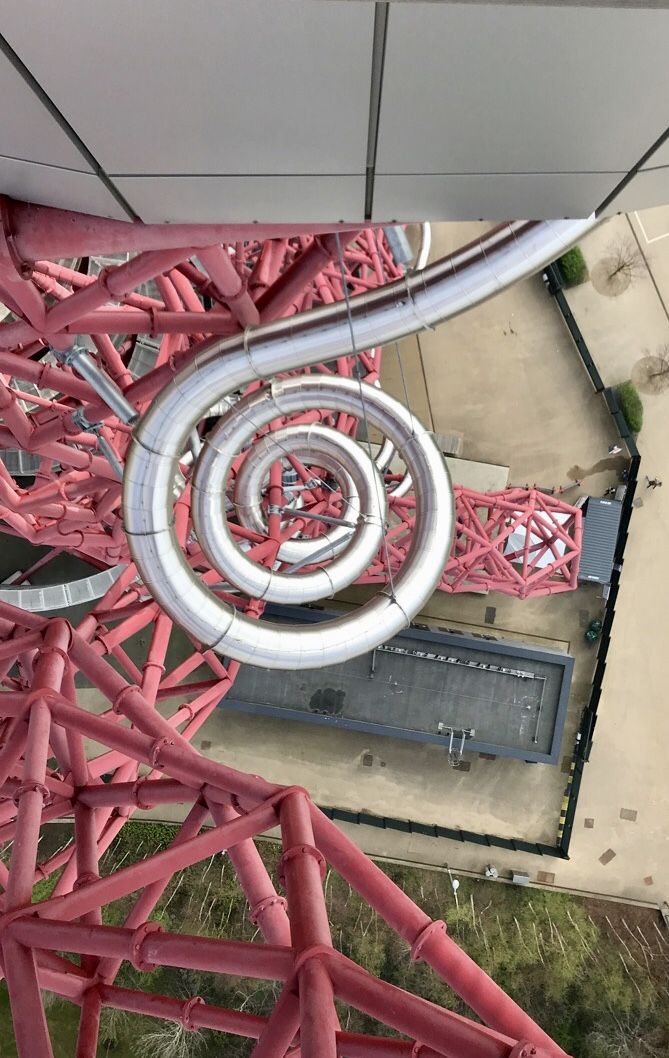
Skluzavka